# НХА сезон 1912—1913
НХА у сезоні 1912—1913 — 4-й регулярний чемпіонат НХА. Сезон стартував 25 грудня 1912. Закінчився 5 березня 1913. Переможцем Кубку Стенлі став клуб «Квебек Бульдогс» (друга перемога).

## Підсумкова таблиця

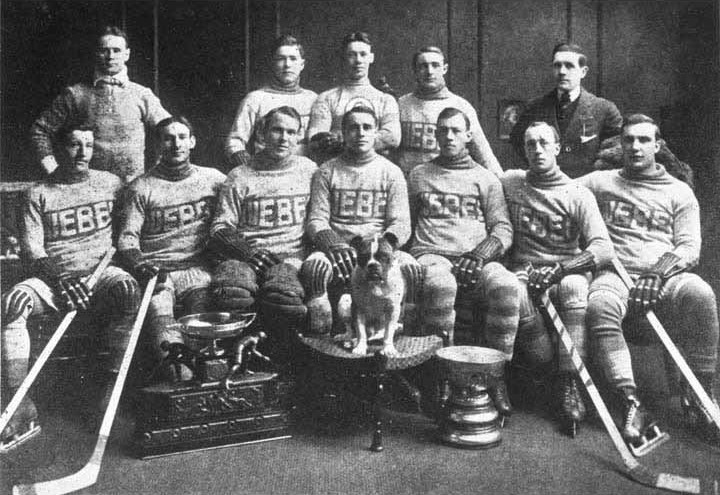
Володар Кубка Стенлі 1913 року «Квебек Бульдогс»

| Команда            | І  | В  | П  | Н | ШЗ  | ШП | Очки |
| ------------------ | -- | -- | -- | - | --- | -- | ---- |
| Квебек Бульдогс    | 20 | 16 | 4  | 0 | 112 | 75 | 32   |
| Монреаль Вондерерс | 20 | 10 | 10 | 0 | 93  | 90 | 20   |
| Монреаль Канадієнс | 20 | 9  | 11 | 0 | 83  | 81 | 18   |
| Оттава Сенаторс    | 20 | 9  | 11 | 0 | 87  | 81 | 18   |
| Торонто            | 20 | 9  | 11 | 0 | 86  | 95 | 18   |
| Торонто Шамрокс    | 20 | 7  | 13 | 0 | 59  | 98 | 14   |

## Фінал Кубка Стенлі
| 8 березня, 1913                     | Сідней Мінерс | 3–14 | Квебек Бульдогс |
| 10 березня, 1913                    | Сідней Мінерс | 2–6  | Квебек Бульдогс |
| Квебек Бульдогс переміг у серії 2:0 |               |      |                 |